# Praia de nudismo

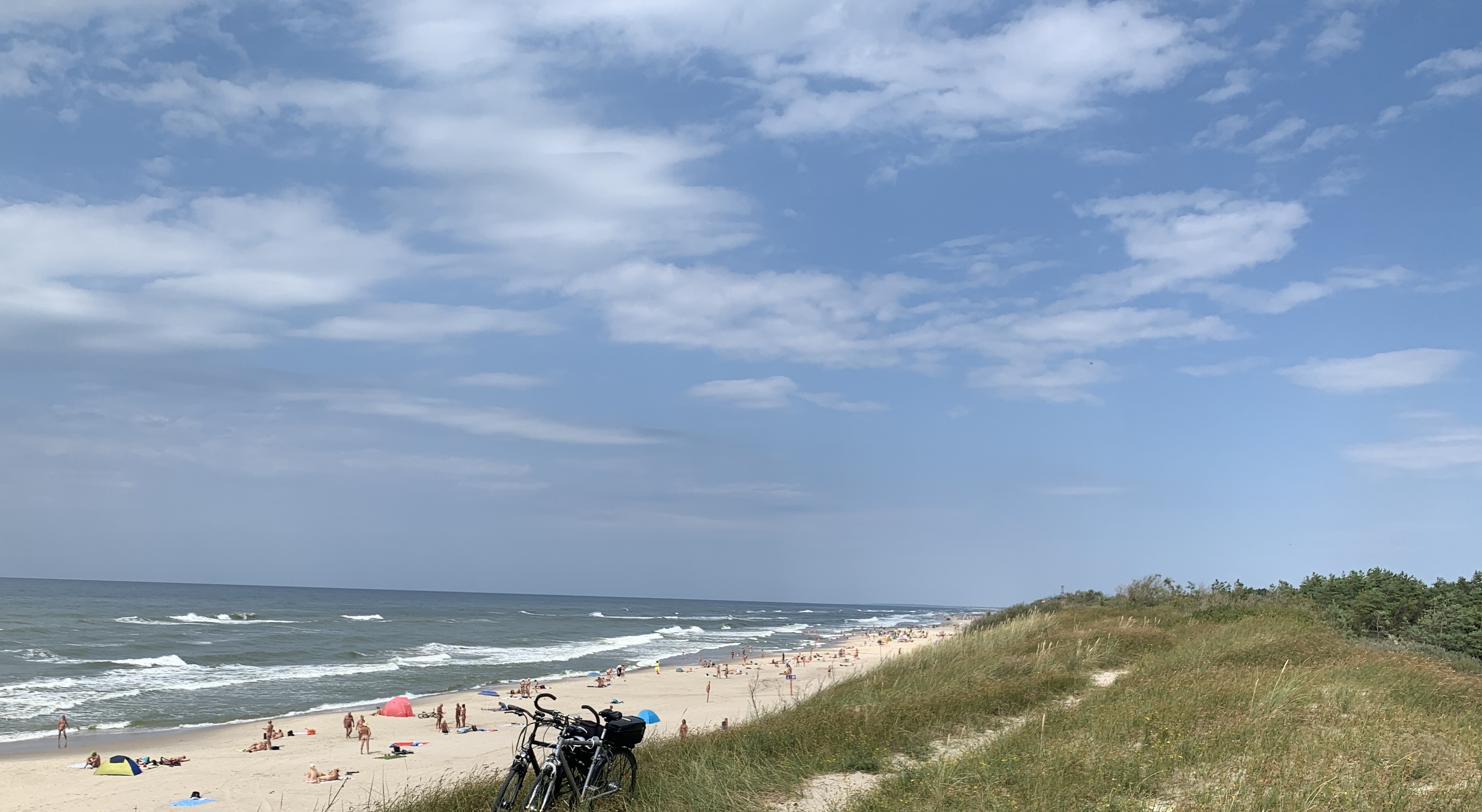
Praia de nudismo em Nida, Lituânia

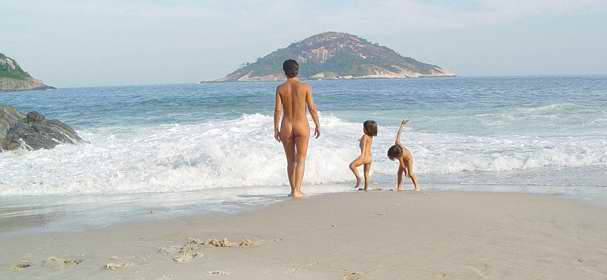
Praia do Abricó, uma praia naturista no Brasil

Uma praia de nudismo (ou praia de naturismo) é uma praia onde se pratica o nudismo, frequentemente por adeptos do naturismo. É um local onde os seus praticantes não usam roupas. Muitas vezes o uso ou não uso de roupas é uma questão de opção pessoal, mas, em tese, é obrigatória a nudez nas dependências do local.
A legislação sobre praias em que é permitido o naturismo varia de país para país, dependendo da postura da sociedade frente aos chamados bons costumes. Não se fala em agressão à moral ou ao pudor social, visto que a nudez nestes locais não possui conotação sexual ou libidinosa; trata-se de uma expressão naturalística da diversidade cultural de determinadas regiões.
As praias de nudismo surgiram em 1929 quando Kurt Barthel fundou a Associação Americana de Nudismo Recreativo.